# Martin Spinnangr
Martin Spinnangr (* 5. Mai 1987 in Farsund) ist ein norwegischer Beachvolleyballspieler.

## Karriere
Spinnangr spielte seine ersten internationalen Turniere bei den Kristiansand Open 2007 und dem Grand Slam in Stavanger. Anschließend bildete er ein Duo mit Ronny Berntsen.
Bei den Dubai Open trat Spinnangr erstmals mit seinem aktuellen Partner Tarjei Skarlund an. Vor heimischem Publikum in Stavanger erreichte das neue Duo als Gruppendritter die erste Hauptrunde der WM 2009, in der es eine Niederlage gegen die Schweizer Heuscher/Heyer gab. An gleicher Stelle kamen die beiden Norweger im nächsten Jahr ins Endspiel des Grand Slams. Bei der WM 2011 in Rom konnten sie hingegen keinen Sieg verbuchen. Zum Abschluss ihrer gemeinsamen Karriere belegten Skarlund/Spinnangr 2012 bei den Olympischen Spielen in London Platz neun.